# Salernitana Sport 1984-1985
Questa pagina raccoglie i dati riguardanti la Salernitana Sport nelle competizioni ufficiali della stagione 1984-1985.

## Stagione
Lauro Toneatto viene scelto come nuovo allenatore, ma in seguito ad acquisti poco convincenti si dimette, e il suo posto viene preso, a inizio campionato, da Gian Piero Ghio.
In Coppa Italia Serie C i granata non vanno oltre la fase a gironi, mentre in campionato la squadra ottiene inizialmente per lo più pareggi, poche vittorie e qualche sconfitta.
Michele De Nadai e Santo Perrotta, acquistati nella sessione di mercato di gennaio rinforzano la squadra, che segna poco ma può contare su una notevole solidità difensiva: alla fine sarà la migliore retroguardia del torneo. 
La squadra disputa un torneo di vertice, senza però mai essere realmente in corsa per la promozione, coronato da un lusinghiero quarto posto, se non altro utile alla qualificazione in Coppa Italia maggiore.

## Divise e sponsor
Lo sponsor tecnico per la stagione 1984-1985 è Adidas, mentre lo sponsor ufficiale è Antonio Amato. La prima maglia è interamente granata chiaro e riporta il nome dello sponsor ufficiale, mentre la variante alternativa della maglia è interamente granata con bordi bianchi e riporta lo sponsor ufficiale sulla maglia
| Casa | Alternativa |

## Rosa
| N. |                   | Ruolo | Calciatore          |
| -- | ----------------- | ----- | ------------------- |
|    | Italia (bandiera) | P     | Oriano Boschin      |
|    | Italia (bandiera) | P     | Matteo Mancuso      |
|    | Italia (bandiera) | D     | Claudio Bazeu       |
|    | Italia (bandiera) | D     | Angelo Del Favero   |
|    | Italia (bandiera) | D     | Michele De Nadai    |
|    | Italia (bandiera) | D     | Maurizio Di Fruscia |
|    | Italia (bandiera) | D     | Vincenzo Leccese    |
|    | Italia (bandiera) | D     | Mario Manzo         |
|    | Italia (bandiera) | D     | Sandro Vignini      |
|    | Italia (bandiera) | C     | Giuliano Belluzzi   |
|    | Italia (bandiera) | D     | Piero Bianco        |

| N. |                   | Ruolo | Calciatore       |
| -- | ----------------- | ----- | ---------------- |
|    | Italia (bandiera) | C     | Renato Colusso   |
|    | Italia (bandiera) | C     | Franco Conforto  |
|    | Italia (bandiera) | C     | Lorenzo Ferrante |
|    | Italia (bandiera) | C     | Biagio Lombardi  |
|    | Italia (bandiera) | C     | Donato Madaro    |
|    | Italia (bandiera) | C     | Marco Rossi      |
|    | Italia (bandiera) | A     | Bruno Juculano   |
|    | Italia (bandiera) | A     | Giovanni Zaccaro |
|    | Italia (bandiera) | A     | Riccardo Pecchi  |
|    | Italia (bandiera) | A     | Santo Perrotta   |

## Risultati

### Campionato

#### Girone di andata
| 23 settembre 1984 1ª giornata | Salernitana | 0 – 0 | Casarano |  |

| 30 settembre 1984 2ª giornata | Catanzaro | 2 – 1 | Salernitana |  |

| 7 ottobre 1984 3ª giornata | Salernitana | 2 – 0 | Foggia |  |

| 14 ottobre 1984 4ª giornata | Palermo | 0 – 0 | Salernitana |  |

| 21 ottobre 1984 5ª giornata | Salernitana | 1 – 1 | Francavilla |  |

| 28 ottobre 1984 6ª giornata | Benevento | 0 – 0 | Salernitana |  |

| 4 novembre 1984 7ª giornata | Ternana | 1 – 1 | Salernitana |  |

| 11 novembre 1984 8ª giornata | Salernitana | 0 – 0 | Messina |  |

| 18 novembre 1984 9ª giornata | Nocerina | 0 – 1 | Salernitana |  |

| 25 novembre 1984 10ª giornata | Salernitana | 1 – 0 | Cavese |  |

| 2 dicembre 1984 11ª giornata | Casertana | 1 – 0 | Salernitana |  |

| 9 dicembre 1984 12ª giornata | Barletta | 2 – 0 | Salernitana |  |

| 16 dicembre 1984 13ª giornata | Salernitana | 1 – 0 | Campania |  |

| 23 dicembre 1984 14ª giornata | Reggina | 2 – 2 | Salernitana |  |

| 6 gennaio 1985 15ª giornata | Salernitana | 0 – 0 | Monopoli |  |

| 13 gennaio 1985 16ª giornata | Cosenza | 0 – 0 | Salernitana |  |

| 20 gennaio 1985 17ª giornata | Salernitana | 3 – 0 | Akragas |  |

#### Girone di ritorno
| 3 febbraio 1985 18ª giornata               | Casarano  | 1 – 0 | Salernitana | Giuseppe Capozza |
| \| \| \| \| \| Navone⚽ \| Marcatori \| \| |           |       |             |                  |
|                                            |           |       |             |                  |
| Navone⚽                                   | Marcatori |       |             |                  |

| 10 febbraio 1985 19ª giornata | Salernitana | 2 – 1 | Catanzaro |  |

| 17 febbraio 1985 20ª giornata | Foggia | 0 – 0 | Salernitana |  |

| 24 febbraio 1985 21ª giornata | Salernitana | 1 – 1 | Palermo |  |

| 3 marzo 1985 22ª giornata | Francavilla | 1 – 1 | Salernitana |  |

| 10 marzo 1985 23ª giornata | Salernitana | 2 – 0 | Benevento |  |

| 17 marzo 1985 24ª giornata | Salernitana | 1 – 0 | Ternana |  |

| 24 marzo 1985 25ª giornata | Messina | 1 – 0 | Salernitana |  |

| 6 aprile 1985 26ª giornata | Salernitana | 2 – 1 | Nocerina |  |

| 14 aprile 1985 27ª giornata | Cavese | 3 – 1 | Salernitana |  |

| 21 aprile 1985 28ª giornata | Salernitana | 1 – 1 | Casertana |  |

| 5 maggio 1985 29ª giornata | Salernitana | 0 – 0 | Barletta |  |

| 12 maggio 1985 30ª giornata | Campania | 1 – 1 | Salernitana |  |

| 19 maggio 1985 31ª giornata | Salernitana | 0 – 0 | Reggina |  |

| 26 maggio 1985 32ª giornata | Monopoli | 1 – 0 | Salernitana |  |

| 2 giugno 1985 33ª giornata | Salernitana | 2 – 1 | Cosenza |  |

| 9 giugno 1985 34ª giornata                       | Akragas   | 0 – 1          | Salernitana |  |
| \| \| \| \| \| \| Marcatori \| ⚽ Marco Rossi \| |           |                |             |  |
|                                                  |           |                |             |  |
|                                                  | Marcatori | ⚽ Marco Rossi |             |  |